# Krassimir Awramow
Krassimir Awramow (bulgarisch Красимир Аврамов, * 21. Februar 1972 in Sliwen) ist ein bulgarischer Sänger.

## Werdegang
Awramow wuchs in der Stadt Sliwen auf, ging jedoch später in die Hauptstadt Sofia und studierte dort an der Nationalen Akademie für Theater- und Filmkunst „Krastjo Sarafow“. 1997 veröffentlichte er sein Debütalbum Silent Voices, im folgenden Jahr zog er nach Los Angeles. 2005 erhielt er für sein Album Popera den Preis für den „Superstar des Jahres“ bei den Los Angeles Music Awards und hielt zudem ein Konzert im Kodak Theatre ab.
2009 nahm er an der bulgarischen Vorentscheidung zum Eurovision Song Contest teil. Sein Lied Illusion, das er zusammen mit William und Casie Tabanou schrieb, konnte sich im Finale von Be a Star am 21. Februar 2009 mit über 55 % der Telefonanrufe durchsetzen. Somit vertrat Awramow Bulgarien beim Eurovision Song Contest 2009 in Moskau. Im Vorfeld des Wettbewerbs bereiste er unter anderem Griechenland, die Türkei und das Vereinigte Königreich.
Im ersten Halbfinale belegte Awramow aber nur den drittletzten Platz mit sieben Punkten und konnte sich daher nicht für das Finale qualifizieren. Bei seinem Auftritt wurde er durch drei Hintergrundsängerinnen und zwei Stelzenläufer unterstützt.

## Diskografie
Alben
- 1997: Silent Voices
- 2005: Popera
- 2009: Popera Illusion – The Best of Krassimir Avramov

Singles
- 2006: Say Good Bye
- 2008: Illusion
- 2010: Ria
- 2010: Silent Night